# Chrysopilus leleji
Chrysopilus leleji är en tvåvingeart som beskrevs av Nina Krivosheina och Vasily S. Sidorenko 2008. Chrysopilus leleji ingår i släktet Chrysopilus och familjen snäppflugor. Inga underarter finns listade i Catalogue of Life.